# Туваніхі
Туваніхі — аул в Лакському районі Дагестану.
Знаходився він на відстані 12 км від райцентру, біля гори Лугувалу, на висоті понад 2000 м над рівнем моря. Складався з 6-7 хат.
Заснували цей малесенький аул люди з одного впливового роду Казі-Кумуху. В них довго тривав конфлікт з ханом, і в якийсь момент вони пішли подалі від нього тай заснувалися в місці де був аул Туваніхі.
Один з братів-засновників Ахмад, був відомим в Дагестані лікарем-костоправом. За свою допомогу людям він не брав грошей. Ахмад три рази здійснив хадж до Мекки і по дорозі назад він знову ж таки накуповував ліки. Микола Пирогов побувавши в Казі-Кумухскій фортеці і побачивши солдата якого лікував Ахмад, сказав: «Ці дикарі набагато краще від нас вміють вправляти кістки». Сам Ахмад помер в 1916 році в віці 125 років, звалився з коня.
В період колективізації з кожної туваніхської хати забрали по 2 корови (за вступ). В 1939 році землі села перейшли до колгоспу села Кубра і перетворені в пасовища. А самі туваніхці під натиском влади були змушені переселитися в Кубра або хто куди.